# 18 de Marzo, Puebla
18 de Marzo är en ort i Mexiko.   Den ligger i kommunen Puebla och delstaten Puebla, i den sydöstra delen av landet, 110 km sydost om huvudstaden Mexico City. 18 de Marzo ligger 2 124 meter över havet och antalet invånare är 1 029.
Terrängen runt 18 de Marzo är platt åt sydväst, men åt nordost är den kuperad. Runt 18 de Marzo är det mycket tätbefolkat, med 2 614 invånare per kvadratkilometer. Närmaste större samhälle är Puebla de Zaragoza, 8,9 km nordväst om 18 de Marzo. Trakten runt 18 de Marzo består till största delen av jordbruksmark.